# Corcelles, Ain

Corcelles este o comună în departamentul Ain din estul Franței.